# Hrdina Ruské federace
Hrdina Ruské federace, neoficiálně Hrdina Ruska, je nejvyšší vyznamenání Ruské federace. S vyznamenáním je spojeno udělení Zlaté hvězdy.
Vyznamenání je udělováno za zásluhy o ruský stát a národ, obvykle v souvislosti s hrdinským činem. Je udělováno dekretem prezidenta Ruské federace. Ruské občanství není pro udělení nutné.
Titul byl založen v roce 1992 a k roku 2015 jich bylo uděleno více než 970, z toho 440 posmrtně.